# Quand la rivière devient noire
Pour plus de détails, voir Fiche technique et Distribution.
Quand la rivière devient noire (Where the River Runs Black) est un film américain réalisé par Christopher Cain, sorti en 1986, adapté du roman de David Kendall, Lazaro. 
Le tournage a eu lieu entièrement au Brésil.

## Synopsis
L'histoire se tient au Brésil. Un prêtre du nom de Père O'Reilly ressent le besoin de confesser quelque chose qui le tracasse. L'histoire commence dans le récit du prêtre.
Dix ans auparavant, un jeune prêtre et ami du père O'Reilly, le père Mahoney était chargé de s'occuper d'un village au bord de la jungle. Celui-ci avait monté un projet visant à construire plusieurs bâtiments dans le village, mais le père O'Reilly a désapprouvé le projet, inutile selon lui. Parallèlement, Mahoney confie à O'Reilly qu'il se sent attiré par une jeune femme mystérieuse se baignant dans la rivière. O'Reilly parti, Mahoney retourne avec sa barque retrouver cette femme, une indienne vivant dans la jungle. En partant, il lui laisse son pendentif, une croix. Sur le chemin du retour, là où l'eau devient sombre, il immobilise sa barque lorsque dans un moment d'inattention, en se demandant où était son pendentif, resté chez l'indienne. Un serpent d'eau en profite pour l'attaquer. Mahoney tombe de la barque, et meurt dévoré par la bête.
La jeune indienne a un fils. Elle lui donne le pendentif de Mahoney, qu'il ne quitte plus. L'enfant grandit dans la jungle, entre sa mère et les dauphins de la rivière. Pendant ce temps, le père O'Reilly se rend au village de Mahoney. Il découvre que celui-ci a disparu, et que d'après les habitants de village, la jeune femme vivant dans la jungle aurait eu un fils. Un jour, trois chasseurs rencontrent dans la jungle la jeune indienne. Ils veulent la violer, mais celle-ci se défend, blesse l'un des chasseurs, si bien qu'ils la tuent d'un coup de fusil. Son fils, âgé de 6 ans, assiste à la scène, veut intervenir mais ne peut rien faire, les chasseurs ne le tuent pas. Après avoir été jeté dans la rivière par les chasseurs, il retourne dans leur cabane et découvre sa mère morte. Il quitte alors la cabane où gît le corps de sa mère définitivement, pour rester avec les dauphins.
Une légende court dans le village voisin qu'un enfant vit dans la jungle parmi les dauphins, et que ceux-ci le protègent des animaux sauvages. Le père O'Reilly n'y croit pas, mais lorsqu'un ami lui annonce avoir vu l'enfant, il décide de se déplacer. Arrivé dans la jungle, il pénètre dans la cabane de l'indienne, dont il découvre le squelette, resté là quatre ans.  Une fois enterrée, il se demande qu'est devenu son enfant. Celui-ci les observe en cachette, effrayé par les hommes. O'Reilly ne le trouvera pas. Le lendemain, le jeune garçon est attrapé par les braconniers.
La nouvelle de l'enfant attrapé parvient jusqu'aux oreilles du père O'Reilly, qui décide de faire ramener l'enfant à son église. Une fois amené, l'enfant très craintif, se cache dans un coin. O'Reilly reconnait alors le pendentif et fait le lien : le garçon est le fils de Mahoney. Il décide de l'appeler Lazaro, car il revient de la mort. (Dans la bible, Lazare était un personnage ressuscité par Jésus). Il le baptise, puis l'emmène à un orphelinat catholique. C'est la nuit lorsqu'il le présente à sœur Ana, employée à l'orphelinat, ainsi qu'à la mère Martha, assez réticente à l'idée d'accepter un sauvage dans l'établissement. Lazaro va dormir dans une chambre à part, fermée à clef. On le bénit et lui coupe les cheveux. La même nuit, un garçon du nom de Segundo sort de la chambre des enfants pour voler une statuette.
Le lendemain, lorsque l'on vient s'occuper de Lazaro, celui-ci prend peur et s'enfuit dans l'orphelinat. S'ensuit une course poursuite dans laquelle Lazaro débouche sur la chambre des enfants. Durant cette course, le père Luis, travaillant à l’orphelinat, renverse la statuette que Segundo avait cachée sous son lit. la mère Martha arrive et ordonne de faire venir Lazaro et Segundo dans son bureau. Une fois arrivés, elle explique à Segundo, devant Lazaro qui ne comprend rien, que pour l'obliger à mieux se comporter, elle va le rendre responsable de Lazaro : pour chaque infraction que Lazaro commettra, Segundo paiera à sa place. Segundo est obligé d'accepter.
Le même jour, Segundo doit laver le sol de la cuisine. Il explique à Lazaro comment faire et le laisse tout seul. Profitant de l'absence de qui que ce soit, trois garçons s'amuse à casser tout ce qui se trouve dans la cuisine. Lazaro, amusé, se prête au jeu. Une heure plus tard, la cuisine est saccagée, et c'est Segundo qui va devoir subir la punition. Le soir, après avoir été battu, Segundo est envoyé dans la même chambre que Lazaro. Il lui pardonne, voyant qu'il ne comprend pas. Lazaro retourne se coucher, par terre à côté de son lit. Segundo lui apporte son oreiller et lui demande de répondre thank you (merci). Lazaro ne comprend pas tout de suite, mais finit par lui répondre.
Le temps passe, Segundo est toujours responsable de Lazaro. Celui apprend à parler aidé par Segundo, ainsi qu'à lire et écrire grâce à Sœur Ana. quelques mois plus tard, Le père O'Reilly veut voir ce qu'est devenu Lazaro. La mère Martha n'y voit pas l'intérêt mais finit par le laisser voir Lazaro. Celui-ci sait désormais s'exprimer, un peu maladroitement. O'Reilly emmène Lazaro à la ville discuter et manger une glace. Dans la voiture sur le chemin du retour, O'Reilly pose quelques questions à Lazaro. Lazaro ne se souvient pas de son père - ce qui est logique puisqu'il ne l'a jamais vu -  mais se souvient de sa mère et de comment elle est morte. Il dit qu'il se souvient de qui l'a tuée mais ne sait pas de qui il s'agit, et que cet homme mériterait de mourir. Le père O'Reilly explique à Lazaro qu'il faut pardonner, ce qu'il a du mal à accepter.
Avec le temps, Lazaro s'intègre entièrement à l'orphelinat, parle correctement et peut dormir dans une chambre avec les autres enfants. Quelque temps plus tard, Mère Martha reçoit Orlando Santos, candidat aux élections du pays. Celui-ci fait un don à L'orphelinat, et souhaite serrer la main de tous les enfants de l'établissement. Lazaro le reconnait : il s'agit de l'homme qui a tué sa mère. L'obsession de le tuer grandit en lui. La nuit, il décide de quitter l'orphelinat pour venger sa mère. Segundo s'est réveillé au même moment et veut l'accompagner. Lazaro refuse, mais finit par céder. Le lendemain, Sœur ana vient prévenir le père O'Reilly : Lazaro a fugué. O'Reilly va tenter de le retrouver. En ville, il manque de peu Lazaro et Segundo qui tentaient de savoir ou trouver Santos. C'est finalement en suivant une camionnette  appelant la population à  assister à un discours de celui-ci que Lazaro et Segundo le retrouvent. Alors que Santos se met à parler, Lazaro s'empare d'un pied de tente et s'en sert comme javelot; Il vise la tête de Santos, mais le manque. Vu par tout le monde, il s'enfuit. Segundo tente de faire de même, mais n'y arrive pas, rattrapé par la foule. Le soir même, Segundo est interrogé par Santos, sans savoir que Lazaro les observe dans le jardin en face de l'entrée de sa villa. Segundo révèle alors à Santos que Lazaro veut se venger car il a tué sa mère. Fou de rage, et ne souhaitant pas que cela se sache avant les élections, Santos envoie Segundo travailler dans une mine, et demande à ses hommes de trouver Lazaro.
Lazaro arrive à localiser la mine dans laquelle travaille Segundo. La nuit, alors que celui, épuisé dors dans un hamac, il tente de le réveiller sans se faire remarquer, mais voyant qu'il prend trop de risques, il laisse son pendentif en forme de croix dans la main de Segundo. Lorsqu'il se réveille le lendemain, Segundo reconnait le pendentif et comprend que Lazaro est là. Celui-ci lui fait signe de s'enfuir. Nouvelle course poursuite, lazaro et Segundo s'en sortent une fois de plus. Ensemble ils partent vers la jungle. Le jour même, le Père O'Reilly rencontre Santos, et lui explique que l'enfant qui a tenté de le tuer était un jeune sauvage. Santos se montre compréhensif, pardonne au Père O'Reilly, et dit que si cet enfant vient de la jungle, il vaudrait mieux l'y laisser retourner. O'Reilly réfléchit sur cela, sans savoir que Santos compte retrouver Lazaro et le tuer à son tour.
Après avoir passé une nuit non loin de la jungle, Lazaro conduit Segundo là ou il a vécu. Il retrouve les dauphins, ils nagent pendant un long moment, et enfin, découvrent la tombe de la mère de Lazaro, dressée par le père O'Reilly. c'est alors que Santos surgit: il les attendait. il tente de les noyer tous les deux, mais le père O'Reilly arrive à ce moment-là sur un bateau moteur. Il voit Lazaro et Segundo se battre avec Santos. Il veut leur venir en aide, mais c'est finalement les dauphins qui s'attaquent à Santos. Celui-ci, blessé et épuisé, supplie le père O'Reilly de le sauver. Celui-ci est ébahi : il ne croyait pas que les dauphins puissent vraiment venir en aide à Lazaro. Hésitant, il laisse Orlando Santos se noyer.
Fin du flash back, le père O'Reilly, dans le confessionnal, explique qu'il se sent coupable de ne pas avoir sauvé Santos. Le prêtre, en face de lui, lui demande ce qu'il est advenu que Lazaro. O'Reilly répond que Segundo est retourné à L'orphelinat, et que Lazaro est retourné vivre dans la jungle, comme auparavant. Avant de se séparer, Segundo a voulu rendre son pendentif à Lazaro, mais celui-ci lui a laissé. Le père O'Reilly est pardonné. Le film se ferme sur Lazaro, nageant heureux comme autrefois avec les dauphins.

## Fiche technique
- Titre : Quand la rivière devient noire
- Titre original : Where the River Runs Black
- Réalisation : Christopher Cain
- Scénario : Neal Jimenez et Peter Silverman d'après le roman Lázaro de David Kendall
- Musique : James Horner
- Photographie : Juan Ruiz Anchía
- Montage : Richard Chew
- Production : Joe Roth et Harry J. Ufland
- Société de production : CBS Entertainment Production et Metro-Goldwyn-Mayer
- Société de distribution : Metro-Goldwyn-Mayer (États-Unis)
- Pays :  États-Unis
- Genre : Aventure
- Durée : 100 minutes
- Dates de sortie : 
  - États-Unis : 19 septembre 1986
  - France : 5 novembre 1986

## Distribution
- Charles Durning : le père O'Reilly
- Alessandro Rabelo : Lazaro
- Ajay Naidu : Segundo
- Divana Brandão : Eagle Woman
- Peter Horton : le père Mahoney
- Cástulo Guerra : Orlando Santos
- Conchata Ferrell : la mère Marta
- Dana Delany : sœur Ana
- Chico Díaz : Raimundo
- Marcelo Rabelo : Lazaro à 4 ans
- Ariel Coelho : Francisco
- Paulo Sergio Oliveira : Jose
- Mario Borges : frère Carlos
- François Thijm : Luis